# Skattkärrs IK
Skattkärrs IK är en innebandyklubb från Skattkärr i Värmlands län. Klubben grundades 1984, som även syns på klubbemblemet, vilket gör det till en av Värmlands äldsta fortfarande existerande innebandyklubbar. Klubbens representationslag på herr- och damsidan spelar i Division 1 respektive Division 2.
Hemmaarenan är Colorama Arena i Karlstads Innebandyarena i Karlstad. Träningar sker dock också i Skattkärrsskolans idrottshall samt Väse Sporthall. Tidigare var Skattkärrsskolan även hemmaarena.

## Verksamheten

### Dam
På damsidan i Skattkärrs IK fanns det säsongen 2024/2025 endast ett seniorlag, men flera juniorlag i olika åldrar. Dam A spelade säsongen 2024/2025 i Division 2 Region i Värmland. Det finns endast ett seniorlag på damsidan, men förut existerade även ett utvecklingslag. 

### Herr
På herrsidan finns två seniorlag, ett A-lag och ett utvecklingslag (U-lag). 
Herr A spelade säsongen 2024/2025 i Division 2 i Värmland. Laget har tidigare säsonger även spelat en division högre upp. Tränare för laget är tidigare spelaren i laget Linus Oregran. Tidigare noterbara spelare i Herr A är bl.a. Robert Bjureld som spelat flest matcher i Skattkärrs IK:s historia, över 310 st. I samband med firandet av att han 2016 slog det tidigare rekordet (226 matcher, Joakim Axelsson) så pensionerades även Bjurelds nummer. Ingen kommer i framtiden att bära hans nummer 34 på ryggen.
Säsongen 2024/2025 resulterade i att Skattkärrs IK avancerade i divisionssystemet och spelare sedermera i Division 1.  
Sedan säsongen 2017/2018 finns även ett utvecklingslag i klubben. Som nybildat lag startade de i Division 5 i Värmland, där de segrade och flyttades upp redan efter första säsongen som nytt lag. De har sedan dess spelat i Division 3 i Värmland och gjorde så även säsongen 2021/2022.

### Ungdom
Skattkärrs IK har en stor ungdomssektion med lag i många junioråldrar från de äldsta födda 2008 till de yngsta födda 2018. Flera ungdomslag har vunnit flera framgångar genom åren och producerat spelare som sedan gått upp för spel till högre divisioner i till exempel Karlstad Innebandy. Pojkar födda 2005 har också vunnit Storvretacupen, laget tränas av tidigare nämnda Robert Bjureld.
Under säsongen 2024/2025 tog sig även klubbens HJ17-lag till slutspel i USM. Där blev det slutgiltiga resultatet en total fjärdeplats i Sverige, efter förlust mot det i hela turneringen segrande Växjö IBK Utveckling.

## Övrigt
Skattkärrs IK organiserade fram till 2020 varje år innebandycupen Kallstá Open. Cupen fungerar som en träningscup för lag som spelar i högre divisioner och serier såsom SSL, Allsvenskan eller Division 1. Cupen har återkommande gästats av klubbar som KAIS Mora IF och Karlstad Innebandy. Säsongen 2020 utgick cupen på grund av pågående Corona-pandemin.
Klubbens färger är blå och vitt vilket också är färgerna på hemmastället. Bortastället är vitt med blå detaljer.